# TSG Weinheim
Turn- und Sportgemeinde 1862 Weinheim e.V. é uma agremiação alemã, fundada a 20 de agosto de 1862, sediada em Weinheim, no estado de Baden-Württemberg. Foi concebido na época como um clube de ginástica intitulado Turnverein Weinheim.

## História
Em 1878, o clube se dividiu em dois ramos com a formação do TV II Weinheim. O separatista assumiu o nome de Turngenossenschaft Weinheim, em 1883, antes de se tornar Turngenossenschaft Jahn 1878 Weinheim, em 1907. Em 29 de junho de 1946, o clube pai, TV Weinheim, se reencontrou com o TGS Jahn Weinheim e também foi acompanhado pelo DJK Schwarz-Weiß 1923 Weinheim para formar o TSG 1862 Weinheim. 
Ao longo de sua história inicial, o Weinheim permaneceu como anônimo no menor nível da concorrência local. Em 1994, o time conquistou a Landesliga Nordbaden (V) e chegou à Amateurliga Nordbaden (IV), na qual jogou medianamente ao longo dos seguintes quatro temporadas.
Em 1990, o formou um departamento de Futebol Americano, os Longhorns Weinheim. Em 1998, um outro clube local, o FV Weinheim, tornou-se parte do TSG. 
A nova equipe entrou em campo com o nome TSG Weinheim 62/09 e avançou à Oberliga Baden-Württemberg (IV) em 1999. Foi rebaixada após um 15º lugar, e ao longo dos seguintes quatro temporadas repetiu o ciclo de promoção seguido de rebaixamento imediato. Entre 2004-2009 a equipe atuou na Verbandsliga Nordbaden e voltou para o agora quinto nível, Oberliga Baden-Württemberg, em 2009. O clube foi rebaixado da Oberliga novamente em 2011.

## Títulos
- Verbandsliga Nordbaden
  - Campeão: 1999, 2001, 2003, 2009;

## Cronologia recente
A cronologia recente do clube:
| Temporada | Divisão                    | Módulo | Posição |
| 1999–2000 | Oberliga Baden-Württemberg | IV     | 15º ↓   |
| 2000–01   | Verbandsliga Nordbaden     | V      | 1º ↑    |
| 2001–02   | Oberliga Baden-Württemberg | IV     | 16º ↓   |
| 2002–03   | Verbandsliga Nordbaden     | V      | 1º ↑    |
| 2003–04   | Oberliga Baden-Württemberg | IV     | 18º ↓   |
| 2004–05   | Verbandsliga Nordbaden     | V      | 6º      |
| 2005–06   | Verbandsliga Nordbaden     | V      | 3rd     |
| 2006–07   | Verbandsliga Nordbaden     | V      | 2º      |
| 2007–08   | Verbandsliga Nordbaden     | V      | 4º      |
| 2008–09   | Verbandsliga Nordbaden     | VI     | 1º ↑    |
| 2009–10   | Oberliga Baden-Württemberg | V      | 5º      |
| 2010–11   | Oberliga Baden-Württemberg | V      | 16º ↓   |
| 2011–12   | Verbandsliga Nordbaden     | VI     | 2º      |
| 2012–13   | Verbandsliga Nordbaden     | VI     | º       |